# Storia di guerra e d'amicizia
Storia di guerra e d'amicizia è una miniserie televisiva italiana composta da quattro episodi, trasmessa su Rai Uno nel dicembre del 2002, che narra le drammatiche e coraggiose vicissitudini di tre piccoli sciuscià napoletani durante l'occupazione tedesca in Italia e la guerra di Liberazione.

## Trama
Gli avvenimenti narrati iniziano nel 1943 a Melito di Napoli, in uno scenario di devastazione e povertà causato dalla guerra in corso e dal fuoco incrociato dell'esercito tedesco e di quello americano, i cui fronti sono pericolosamente vicini all'abitato. I genitori di Nico (Marcella e Giovanni) vengono arrestati e deportati dal comando tedesco perché coinvolti nelle attività partigiane locali; il ragazzino decide così di partire alla volta di Roma per ritrovarli, e lungo il tragitto diventa un lustrascarpe insieme a Fiammetta, un'orfana di guerra che vive per strada, e a Pantera, un trovatello vivace e astuto. Insieme compiranno una rischiosa missione affidagli dal comando americano. Nico infatti, durante un bombardamento, salva la vita al maggiore americano Wickers, che sorpreso dal coraggio del ragazzo gli affida dei documenti segreti da portare a Roma.
Da questo momento in poi la storia viene narrata seguendo tre grandi linee principali: il viaggio dei ragazzini dalla Campania a Roma e il ritorno in una Napoli liberata dagli americani; la fuga della mamma di Nico, Marcella, dal comando tedesco e il suo difficoltoso ritorno a casa; i pericoli in cui si imbatte il padre Giovanni che, dopo l'arresto e la fuga dai tedeschi, entra a far parte di una banda partigiana di cui prenderà il comando.